# گورنا ورنیسا
گورنا ورنیسا (به لاتین: Gorna Verenitsa) یک منطقهٔ مسکونی در بلغارستان است که در شهرستان مونتانا واقع شده‌است.